# Capitula Martini
Capitula Martini corresponde a una colección de 84 cánones escrita por Martín de Braga en la segunda mitad del siglo VI. Están dedicados al obispo de Lugo Vitigio.

## El derecho canónico en general
El derecho canónico es la legislación de la Iglesia. Durante los primeros siglos, varios reinos se van convirtiendo al catolicismo y los Papas tienen como principal objetivo unificar las Iglesias particulares en torno a la Santa Sede Romana. El derecho canónico juega un gran papel. 
El papa Gregorio Magno trató de unir el derecho de las Iglesias particulares en un mismo derecho, el derecho canónico. En dichas Iglesias se elaboraron colecciones canónicas particulares q recogen los escritos de los Padres de la Iglesia (patrística).
En España las principales recopilaciones canónicas se dan en el reino visigodo, aunque no eran las únicas. En el reino suevo (situado al noroeste de la Península) destacan los “Capitula Martini”.

## Los Capítulos de San Martín
Se trata de una recopilación de cánones de los Concilios orientales que se ha conservado en Hispania. Su título hace referencia a su autor, Martín de Braga.
Nació en Panonia y a mitad del siglo VI lo encontramos en Galicia. A él se debe la conversión de los suevos del arrianismo al catolicismo. Fundó numerosos monasterios y escribió numerosas obras como: “Sobre la soberbia”, “Para rechazar la jactancia”, “Exhortación a la humildad” y “Sentencias de los padres egipcios”, aunque la más destacada fueron los “Capítulos de San Martín” o “Colección canónica de la Iglesia nueva”.
Dichos capítulos fueron recogidos en la “Hispana” y tuvieron una gran difusión. 
La “Hispana” fue una colección de derecho canónico que apareció en el reino visigodo y cuya autoría es atribuida a San Isidoro de Sevilla aunque esta afirmación ha sido puesta en duda en numerosas ocasiones.